# Joseph-Liberté Fouché
Joseph-Liberté Fouché (1796-1862), foi o segundo duque de Otranto. Filho mais velho de Joseph Fouché com sua primeira esposa, Bonne-Jeanne Coignaud. Herdou o título paterno, quando da morte deste em 1820 em Trieste, ocasião em que recebeu do pai a ordem para que lhe queimasse todos os papeis que havia reunido enquanto Ministro da Polícia durante os governos do Consulado, de Napoleão e de Luís XVIII.

Casou-se com Elisabeth-Baptiste-Fortunée Collin, filha do conde de Sussy, mas não deixaram descendência masculina, passando então o título para seu irmão, Armand Fouché (1800-1878), como o 3º duque de Otranto.